# Scotinotylus montanus
Scotinotylus montanus là một loài nhện trong họ Linyphiidae. Loài này được tìm thấy ở Hoa Kỳ.